# УТ-15
УТ-15 — спортивная парашютная система. Парашют куполообразный, раскрытие только ручное (в 70—80-х годах в ЦАКе при выполнении показательных номеров "Салют" и "Буксировка за АН-2" использовалось и раскрытие с принудительным стягиванием чехла), возможно использование страхующего прибора ППК-У-405-АД. Для более эффективного применения парашют имеет втянутую вершину и 55 различных отверстий. Отличия серий 4 и 5 заключается в типе ткани передней части купола парашюта и в эксплуатационных ограничениях. Согласно заявлению компании-производителя (ОАО «Полёт»), парашютные системы «УТ-15» серий 4 и 5 являются лучшими в мире спортивными системами по точности приземления среди систем с куполообразными парашютами.
Производителем системы рекомендуются в качестве учебно-тренировочных при освоении спортивных управляемых парашютов.
Круглые купола парашютов площадью 50 м² имеют втянутую вершину и 55 различных отверстий для эффективного управления при прыжках.

## Тактико-технические характеристики систем
УТ-15 серия 4:
Вертикальная скорость, м/с: 5,75
Горизонтальная скорость, м/с: 4,5
Время разворота на 360º, сек: 5
Температурный режим: ±30ºС
УТ-15 серия 5:
Вертикальная скорость, м/с: 5,1
Горизонтальная скорость, м/с: 5,1
Время разворота на 360º, сек: 5
Температурный режим: −10°С…+30°С